# Gephyrellula violacea
Gephyrellula violacea är en spindelart som först beskrevs av Cândido Firmino de Mello-Leitão 1918. 
Gephyrellula violacea ingår i släktet Gephyrellula och familjen snabblöparspindlar. Inga underarter finns listade i Catalogue of Life.